# شويحة اللهيب
شويحة اللهيب  قرية سوريّة تتبع إداريّاً لمحافظة حلب منطقة جبل سمعان ناحية تل الضمان، بلغ تعداد سكانها 295 نسمة حسب التعداد السكاني لعام 2004.